# Wutach
El Wutach es un afluente septentrional y derecho del Rin en el sur de la Selva Negra en Baden-Wurtemberg, Alemania. Nace en la hondonada alta Grüble entre las cumbres del Feldberg y Seebuck al este de Friburgo de Brisgovia donde tiene el nombre de Seebach, atraviesa el lago Feldsee, entra en el lago Titisee y cuando lo deja es llamado Gutach. Después de la confluencia del río Haslach recibe finalmente el nombre de Wutach. Desemboca en el Rin cerca de Waldshut-Tiengen.

## Enlaces
- Wikimedia Commons alberga una galería multimedia sobre Wutach.